# A Família
A Família é um grupo de rap brasileiro formado em 2000 em Hortolândia, São Paulo, por Crônica Mendes, Denis Preto Realista, Gato Preto (falecido) e DJ Bira.

## História
O grupo foi formado em 2000, no Interior de São Paulo,  por Demis Preto Realista, Crônica, Gato Preto e DJ Bira. Em 2004 o grupo lançou seu primeiro álbum intitulado, Cantando com a Alma produzido em Brasília por Diogo Santos e GOG.
Este emplacou os clássicos do Rap Nacional: "Brinquedo Assassino" / "Estresse" / "Na rua só até as 10", "Muito Amor" e "Castelo de Madeira", Considerada a Melhor Música no prêmio HUTUZ 2005 e melhor vídeo clipe no Prêmio "Hip Hop Top" SP em 2006. Atualmente com mais de 10.000.000 de visualizações no Youtube.
O grupo também foi homenageado três vezes pelo prêmio COOPERIFA - Transformando a periferia em um lugar melhor de si viver, por sua atuação social na periferia. Além dos prêmios, o primeiro trabalho trouxe o reconhecimento do público e da crítica,
Com ousadia e personalidade Própria, o grupo marcou presença nos palcos de vários estados brasileiros ao longo dos anos. Seu primeiro álbum vendeu cerca de vinte mil exemplares e suas músicas tocaram dentro e fora das programações de hip hop das mais variadas rádios do Brasil.
Se Apresentando com grandes nomes da música Brasileira como: Racionais MC´s, MC Marcinho, GOG, Thaide, Teatro Mágico, Negra Li, Sandra de Sá, Chico César entre outros, Rendeu a gravação de um álbum comemorativo intitulado A Família com Vida - Ao Vivo. Gravado em Limeira, o álbum traz a faixa inédita com o poema "A Cara do Brasil", de interpretação e autoria de Gato Preto. Este disco vendeu mais de sete mil exemplares.[carece de fontes?]
Em 2008, o grupo lança seu segundo álbum, Intitulado "A Família - Mais Romântico", produzido em Brasília por Diogo Santos, mixado por Cleyver Rossi em Limeira/SP.
Um trabalho mais maduro, resultado de toda a bagagem e experiências adquiridas nos últimos anos, São dezesseis faixas com participações de: GOG, JUNIOR VOX do grupo Sampa Crew, e EDI ROCK do grupo (Racionais MC´s) na música “Sopra Lobo Mal”, abrindo espaço nas principais rádios do Brasil, levando o Rap Nacional as principais casas de shows do país, onde nasce o projeto “A GANG”, juntamente com EDI ROCK, Sistema Negro, Sandrão (RZO), Lakers, Sombra e Nego Jam, o projeto circulou diversas cidades e estados brasileiros, levando ao publico a chance de ver todos em um único show.
No dia 2 de agosto de 2016, o membro do grupo Gato Preto foi morto com oito tiros, no Bairro do Jardim Colombo Região Oeste de São Paulo.
Em 2017, Lança o vídeo clipe TEM SABOR DE MAR em parceria com o grupo de dança afro OJÚ OBÁ, retratando a importância dos ensinamentos de matrizes africanas para a juventude.
Em 2018, Demis Preto Realista, Gabriel Valença, Márcio Rap e DJ Bira lançam o vídeo clipe “SONHOS”, contando a história de um menino que sonhava de mais, e “Pilhas Alcalinas”, já em todas as plataformas digitais. Em breve vídeo clipe, gravado do projeto Arte na Quebrada em Sumaré.

## Discografia
- 2004: Cantando com a Alma
- 2007: A Família com Vida - Ao Vivo
- 2008: A Família - Mais Romântico
- 2009: A Família - Por você
- 2012: A Familia - Meu grande amor